# Усатова Ніна Миколаївна
Ніна Миколаївна Усатова(1 жовтня 1951, Малинове Озеро, СРСР) — радянська та російська акторка.
Народна артистка Росії (1994).
Закінчила театральний інститут імені Бориса Щукіна (1979).

## Вибіркова фільмографія
- «Небувальщина» (1983)
- «Ольга і Костянтин» (1984)
- «Свідок» (1986) — директор дитбудинку
- «Байка» (1987)
- «Чіча» (1991)
- «Ой, ви, гуси...» (1991)
- «Чекіст» (1992) — прибиральниця
- «Американка» (1997)
- «Три жінки та чоловік» (1998)
- «Кавказька рулетка» (2002)
- «Парк радянського періоду» (2006)

| Актор | Це незавершена стаття про акторку. Ви можете допомогти проєкту, виправивши або дописавши її. |